# Рэтлифф, Билл
Билл Рэтлифф (англ. Bill Ratliff), полное имя Уильям Рорк Рэтлифф (англ. William Roark Ratliff; род. 16 августа 1936, Шривпорт, Луизиана) — американский политик, 40-й вице-губернатор Техаса (2000—2003).

## Биография
Билл Рэтлифф родился 16 августа 1936 года в городе Шривпорт, штат Луизиана. Он был ещё ребёнком, когда его семья переехала в Техас. Он окончил школу в городе Сонора, расположенном в техасском округе Саттон. После этого Рэтлифф обучался в Техасском университете в Остине и окончил его, получив специальность инженера-строителя.
В 1988 году от республиканской партии он был избран в Сенат Техаса и работал сенатором штата в 1989—2003 годах.
В декабре 2000 года губернатор Техаса Джордж Буш-младший был избран президентом США, в результате чего вице-губернатор Рик Перри занял должность губернатора штата. В этой ситуации вступила в действие принятая в ноябре 1984 года легислатурой Техаса поправка к конституции штата Техас (статья 3.9a), согласно которой, если место вице-губернатора штата оказывается вакантным, то Сенат Техаса из числа своих членов выбирает нового вице-губернатора, который будет находиться на этой должности до следующих регулярных выборов. Таким образом, первым (и пока единственным) вице-губернатором Техаса, избранным сенатом штата в соответствии с этой поправкой (а не через прямые выборы), стал Билл Рэтлифф, который проработал в должности вице-губернатора до января 2003 года.